# Barry Atsma
Barry Atsma, född 29 december 1972 i Bromley, är en nederländsk skådespelare.
Atsma har bland annat medverkat i TV-serierna The Serpent Queen. Han har även medverkat i filmerna Siv sover vilse och Michiel de Ruyter.

## Filmografi (i urval)
- 2015 – Michiel de Ruyter
- 2016 – Siv sover vilse
- 2017 – The Man with the Iron Heart
- 2018–2022 – The Split (TV-serie)
- 2022 – The Serpent Queen (TV-serie)